# كلية الطب البيطري (جامعة الزقازيق)
موقع الكلية
ميدان الزراعة - الزقازيق - الشرقية
كلية الطب البيطري جامعة الزقازيق في مدينة الزقازيق عاصمة محافظة الشرقية.
- كانت تابعة لجامعة عين شمس، ثم استقلت عنها لتنضم إلى جامعة الزقازيق.
- تمنح بكالوريوس العلوم الطبية البيطرية.
- تقع الكلية في منطقة الزراعة بمدينة الزقازيق أمام كلية الزراعة، وهي تعد من أكبر الكليات في المساحة بعد كلية الزراعة مباشرة وهي من أكبر كليات الطب البيطري بجمهورية مصر العربية.

## أقسام الكلية
وتضم الكلية 22 قسمًا:
- قسم التشريح والأجنة
- قسم الانسجة والخلايا
- قسم الكيمياء الحيوية
- قسم وظائف الأعضاء
- قسم الأمراض المشتركة
- قسم الفارماكولوجيا
- قسم الطب الشرعى قسم السموم
- قسم البكتريولوجيا والفطريات والمناعة
- قسم الفيرولوجيا
- قسم الباثولوجيا
- قسم الباثولوجيا الإكلينيكية
- قسم الطفيليات
- قسم أمراض ورعاية الاسماك
- قسم مراقبة الأغذية
- قسم الجراحة والتخدير والاشعة
- قسم التوليد والتناسل والتلقيح الاصطناعي
- قسم تنمية الثروة الحيوانية
- قسم التغذية والتغذية الإكلينيكة
- قسم الصحة العامة البيطرية
- قسم طب الطيور والارانب
- قسم طب الحيوان